# Stato ipnagogico
Lo stato ipnagogico è lo stato di coscienza di transizione dalla veglia al sonno. I fenomeni mentali che possono verificarsi durante questa fase di "consapevolezza della soglia" comprendono allucinazioni ipnagogiche, pensiero lucido, sogno lucido e paralisi nel sonno. Questi ultimi due fenomeni sono essi stessi condizioni di sonno separate, a volte, ma non esclusivamente, sperimentate durante lo stato ipnagogico.

## Definizione
La locuzione "stato ipnagogico" o "fase ipnagogica" viene talvolta usata in senso limitato per indicare l'inizio del sonno e in contrasto con lo "stato ipnopompico", il termine coniato da Frederic Myers per lo stato di coscienza che precede il risveglio. Tuttavia, la definizione di stato ipnagogico viene anche impiegata in un senso più generale, che riguarda sia l'addormentamento che il risveglio, e Havelock Ellis ha messo in dubbio la necessità di due termini separati.
Il termine "ipnagogia" (hypnagogia) è entrato nella letteratura psicologica popolare attraverso il dott. Andreas Mavromatis nella sua tesi del 1983, mentre "ipnagogico" e "ipnopompico" furono coniati da altri nel 1800 e annotati da Havelock Ellis. Il termine "ipnagogico" fu originariamente coniato da Alfred Maury per nominare lo stato di coscienza durante l'inizio del sonno. "Ipnopompico" fu coniato da Frederic Myers poco dopo per indicare l'inizio della veglia. Il termine "ipnagogia" viene usato da Mavromatis per identificare lo studio degli stati di coscienza di transizione del sonno in generale; egli impiega "ipnagogico" (verso il sonno) o "ipnopompico" (dal sonno) allo scopo di identificare le esperienze specifiche allo studio.

## Storia
I primi riferimenti allo stato ipnagogico si trovano negli scritti di Aristotele, Giamblico, Cardano, Simon Forman e Emanuel Swedenborg. Il romanticismo ha portato un rinnovato interesse per l'esperienza soggettiva dei margini del sonno. Nei secoli più recenti, molti autori hanno fatto riferimento allo stato; Edgar Allan Poe, per esempio, ha scritto delle "fantasie" che ha vissuto "solo quando sono sull'orlo del sonno, con la consapevolezza di esserlo".
Una seria indagine scientifica iniziò nel XIX secolo con Johannes Peter Müller, Jules Baillarger e Alfred Maury, e proseguì nel XX secolo con Leroy.
Oliver Twist di Charles Dickens contiene una descrizione elaborata dello stato ipnagogico nel capitolo XXXIV.
L'avvento dell'elettroencefalografia (EEG) ha integrato i metodi introspettivi di questi primi ricercatori con dati fisiologici. La ricerca di correlati neurali per le immagini ipnagogiche è iniziata con Davis et al. negli anni '30, e continua con crescente raffinatezza. Mentre il predominio del paradigma comportamentista ha portato a un declino della ricerca, specialmente nel mondo di lingua inglese, la fine del XX secolo ha visto un risveglio, con le indagini sullo stato ipnagogico e sui relativi stati di coscienza alterati che svolgono un ruolo importante nello studio multidisciplinare emergente sulla coscienza. Tuttavia, resta ancora molto da capire sull'esperienza e sulla sua corrispondente neurologia, e l'argomento è stato in qualche modo trascurato rispetto al sonno e ai sogni; lo stato ipnagogico è stato descritto come "un territorio ben calpestato e tuttavia non mappato".
Importanti recensioni della letteratura scientifica sono state fatte da Leaning, Schacter, Richardson e Mavromatis.

## Fenomenologia
La transizione verso il sonno può essere seguita da una vasta gamma di esperienze sensoriali. Queste possono verificarsi in qualsiasi modalità, individualmente o combinate, e vanno dalle vaghe e appena percettibili alle vivide allucinazioni.

### Fenomeni visivi
Tra i fenomeni più comunemente riportati, e tra le caratteristiche sensoriali dello stato ipnagogico più accuratamente studiate sono i fosfeni, che possono manifestarsi come macchioline, linee o motivi geometrici apparentemente casuali, comprese costanti di forma o immagini figurative (rappresentative). Possono essere monocromatici o riccamente colorati, fermi o in movimento, piatti o tridimensionali (offrendo un'impressione di prospettiva). Sono anche riportate immagini che rappresentano il movimento attraverso tunnel di luce. Le singole immagini sono in genere fugaci e soggette a cambiamenti molto rapidi. Si dice che differiscano dai sogni propri in quanto le immagini ipnagogiche sono di solito statiche e prive di contenuto narrativo, sebbene altri comprendano questo lo stato piuttosto come una transizione graduale verso sogni frammentari. Descrizioni di immagini ipnagogiche eccezionalmente vivide ed elaborate si trovano nell'opera di Léon d'Hervey de Saint-Denys.

### Effetto Tetris
Le persone che hanno trascorso molto tempo in un'attività ripetitiva prima di dormire, in particolare una novità per loro, possono scoprire che tale attività domina le loro immagini durante la fase di addormentamento, un fenomeno definito effetto Tetris. Questo effetto è stato persino osservato negli amnesici, che altrimenti non hanno memoria dell'attività originale. Quando l'attività coinvolge oggetti in movimento, come nel videogioco Tetris, le corrispondenti immagini ipnagogiche tendono a essere percepite come in movimento. L'effetto Tetris non si limita alle immagini visive, ma può manifestarsi in altre modalità. Ad esempio, Robert Stickgold racconta di aver sperimentato il contatto con le rocce mentre si addormentava dopo un'arrampicata in montagna,. Questo può accadere anche a persone che hanno viaggiato su una piccola barca in mare mosso, o hanno nuotato attraverso le onde, poco prima di andare a letto, e "sentono le onde" mentre si addormentano, o persone che hanno trascorso la giornata sciando che continuano a "sentire la neve" sotto i loro piedi. Le persone che hanno trascorso molto tempo saltando su un trampolino scopriranno di poter sentire il movimento su e giù prima di andare a dormire. Molti giocatori di scacchi riportano il fenomeno di vedere la scacchiera e i pezzi durante questo stato. I nuovi dipendenti che svolgono lavori stressanti e impegnativi spesso riferiscono di provare l'esperienza di svolgere attività legate al lavoro nel periodo prima di dormire.

### Fenomeni uditivi
Le allucinazioni ipnagogiche sono spesso uditive o hanno una componente uditiva. Come per i fenomeni visivi, i suoni ipnagogici variano di intensità da impressioni deboli a rumori forti, come colpi, schianti e scoppi (sindrome della testa che esplode). Le persone possono immaginare il proprio nome chiamato, rumori di borse accartocciate, rumore bianco o suono di un campanello. I frammenti di linguaggio immaginario sono comuni. Sebbene tipicamente insensati e frammentati, questi eventi del discorso possono occasionalmente colpire l'individuo come commenti appropriati sui — o sintesi dei — loro pensieri in quel momento. Spesso contengono giochi di parole, neologismi e nomi inventati. Il discorso ipnagogico può manifestarsi come la "voce interiore" del soggetto o come le voci degli altri: persone familiari o estranei. Più raramente, si sentono poesie o musica

### Altre sensazioni
Sono state riportate sensazioni gustative, olfattive e termiche durante lo stato ipnagogico, oltre a sensazioni tattili (compresi quei tipi classificati come parestesia o formicolio). A volte si presenta la sinestesia; molte persone riferiscono di aver visto un lampo di luce o qualche altra immagine visiva in risposta a un suono reale. Si possono notare effetti propriocettivi, con intorpidimento e cambiamenti nella dimensione e nelle proporzioni del corpo percepite, sensazioni di galleggiamento, come se il letto fosse una barca, ed esperienze extracorporee. Forse l'esperienza più comune di questo tipo è la sensazione di caduta e lo spasmo ipnico associato, sperimentato da molte persone, almeno occasionalmente, mentre si addormentano.

### Fenomeni cognitivi e affettivi
I processi di pensiero ai margini del sonno tendono a differire radicalmente da quelli della normale veglia. Ad esempio, qualcosa di cui si è convenuto in uno stato ipnagogico può sembrare completamente ridicolo in uno stato di veglia. Lo stato ipnagogico può comportare un "allentamento dei confini dell'Io ... apertura, sensibilità, interiorizzazione-soggettivazione dell'ambiente fisico e mentale (empatia) e attenzione assorbita diffusa". La cognizione ipnagogica, rispetto a quella della veglia normale e vigile, è caratterizzato da un'elevata suggestionabilità, illogicità e associazione fluida di idee. I soggetti sono più ricettivi nello stato ipnagogico ai suggerimenti di uno sperimentatore rispetto alla veglia e incorporano prontamente stimoli esterni in treni di pensiero e sogni successivi. Questa ricettività ha un parallelo fisiologico; Le letture EEG mostrano un'elevata reattività al suono all'inizio del sonno.
Herbert Silberer descrisse un processo che chiamò autosimbolismo, in base al quale le allucinazioni ipnagogiche sembrano rappresentare, senza repressione o censura, qualunque cosa si pensi in quel momento, trasformando idee astratte in un'immagine concreta, che può essere percepita come una rappresentazione appropriata e sintetica di ciò.
Lo stato ipnagogico può fornire un'insight su un problema; l'esempio più noto è la realizzazione di August Kekulé che la struttura chimica del benzene era un anello chiuso, avvenuta mentre era mezzo addormentato davanti a un fuoco e vedeva le molecole formarsi in serpenti, uno dei quali afferrò la coda nella sua bocca. Molti altri artisti, scrittori, scienziati e inventori - tra cui Beethoven, Richard Wagner, Walter Scott, Salvador Dalí, Thomas Edison, Nikola Tesla e Isaac Newton - hanno accreditato lo stato ipnagogico e gli stati correlati come mezzo per migliorare la loro creatività. Uno studio del 2001 della psicologa di Harvard Deirdre Barrett ha scoperto che, mentre i problemi possono anche essere risolti in sogni nelle fasi successive del sonno, è particolarmente probabile che durante lo stato ipnagogico si risolvano i problemi che traggono beneficio dalle immagini allucinatorie che vengono esaminate criticamente mentre sono ancora davanti agli occhi.
Una caratteristica che lo stato ipnagogico condivide con altre fasi del sonno è l'amnesia. Ma nel caso dello stato ipnagogico si tratta di un'oblio selettivo, che colpisce il sistema di memoria dell'ippocampo, che è responsabile della memoria episodica o autobiografica, piuttosto che il sistema di memoria neocorticale, responsabile della memoria semantica. È stato suggerito che lo stato ipnagogico e il sonno REM aiutano a consolidare la memoria semantica, ma le prove al riguardo sono state contestate. Ad esempio, non è stato riscontrato che la soppressione del sonno REM a causa di antidepressivi e lesioni al tronco cerebrale producano effetti nocivi sulla cognizione.
I fenomeni ipnagogici possono essere interpretati come visioni, profezie, premonizioni, apparizioni e ispirazione (artistica o divina), a seconda delle credenze o delle culture.

## Fisiologia
Gli studi fisiologici si sono concentrati sullo stato ipnagogico nel senso stretto delle esperienze spontanee di insorgenza del sonno. Tali esperienze sono associate in particolare allo stadio 1 del sonno NREM, ma possono anche verificarsi con la presenza delle onde alfa precedenti al sonno. Davis et al. hanno scoperto l'esistenza di brevi lampi di immagini oniriche all'inizio del sonno, che si correlano con il decadere dell'attività alfa. Hori et al. hanno considerato lo stato ipnagogico con insorgenza del sonno come uno stato distinto sia dalla veglia che dal sonno con caratteristiche elettrofisiologiche, comportamentali e soggettive uniche, mentre Germaine et al. hanno dimostrato una somiglianza tra gli spettri di potenza EEG delle immagini ipnagogiche che si verificano spontaneamente, da un lato, e quelli del sonno REM e della veglia rilassata, dall'altro.
Per identificare più precisamente la natura dell'attività EEG che accompagna le immagini nel passaggio dalla veglia al sonno, Hori et al. hanno proposto uno schema di 9 stadi EEG definiti da proporzioni variabili di ritmo alfa (stadi 1-3), onde soppresse inferiori a 20 μV (stadio 4), increspature theta (stadio 5), proporzioni di onde a dente di sega (stadi 6-7) e presenza di fusi del sonno (fasi 8-9). Germaine e Nielsen hanno scoperto che le immagini ipnagogiche spontanee si verificano principalmente durante le fasi di insorgenza del sonno Hori 4 (appiattimento EEG) e 5 (increspature theta).
L'ipotesi del "movimento rapido nascosto agli occhi" suggerisce che elementi nascosti del sonno REM emergano durante la fase di transizione veglia-sonno. Il supporto a ciò proviene da Bódicz et al., che notano una maggiore somiglianza tra EEG WST (transizione di veglia-sonno) e EEG REM rispetto al sonno precedente e di fase 2.
Sono stati anche osservati cambiamenti del modello respiratorio nello stato ipnagogico, oltre a un tasso ridotto di attività muscolare frontale.
Il microsonno (brevi episodi di insorgenza immediata del sonno) può intromettersi in veglia in qualsiasi momento del ciclo veglia-sonno, a causa della privazione del sonno e di altre condizioni, con conseguente compromissione della cognizione e persino amnesia..
Nel suo libro Zen and the Brain, James H. Austin cita la speculazione secondo cui la meditazione regolare sviluppa un'abilità specializzata di "congelamento del processo ipnagogico nelle fasi successive" dell'inizio del sonno, inizialmente nella fase delle onde alfa e successivamente in quella delle onde theta.

## Metodi di ricerca
L'autoosservazione (spontanea o sistematica) era lo strumento principale dei primi ricercatori sull'argomento. Dalla fine del XX secolo, essa è stata affiancata da questionari e studi sperimentali. Tutti e tre i metodi hanno i loro svantaggi e punti di forza.
Naturalmente, l'amnesia contribuisce alla difficoltà di studiare lo stato ipnagogico, così come la natura tipicamente fugace delle esperienze ipnagogiche. Questi problemi sono stati affrontati dagli sperimentatori in vari modi, tra cui interruzioni volontarie o indotte, manipolazione del sonno, uso di tecniche per "librarsi sul confine del sonno", prolungando così la durata dello stato ipnagogico, e formazione nell'arte dell'introspezione per accrescere i poteri di osservazione e attenzione del soggetto.
Esistono tecniche per l'estensione della fase ipnagogica che variano da informali (ad esempio il soggetto alza una delle sue braccia mentre va a dormire, in modo da essere risvegliato quando esso cade), all'uso di dispositivi di biofeedback per indurre uno stato "theta" - prodotto naturalmente quando stiamo sognando, caratterizzato dal rilassamento e dall'attività EEG theta.
Un altro metodo è quello di indurre uno stato che si dice sia soggettivamente simile all'insorgenza del sonno in un "ambiente di Ganzfeld", una forma di deprivazione sensoriale. Ma l'ipotesi di identità tra i due stati potrebbe essere infondata. Lo spettro EEG medio riferito all'ambiente di Ganzfeld è più simile a quello dello stato di veglia rilassata rispetto a quello dell'insorgenza del sonno. Wackerman et al. concludono che "le immagini di Ganzfeld, sebbene soggettivamente molto simili a quelle corrispondenti all'insorgenza del sonno, non dovrebbero essere etichettate come ipnagogiche". Forse si dovrebbe prendere in considerazione una categoria più ampia di "esperienza ipnagoide", che comprenda immagini ipnagogiche vere e immagini soggettivamente simili prodotte in altri stati".